# Arthraxon echinatus
Arthraxon echinatus är en gräsart som först beskrevs av Christian Gottfried Daniel Nees von Esenbeck, och fick sitt nu gällande namn av Ferdinand von Hochstetter. Arthraxon echinatus ingår i släktet Arthraxon och familjen gräs. Inga underarter finns listade i Catalogue of Life.